# Haim Hillel Ben-Sasson

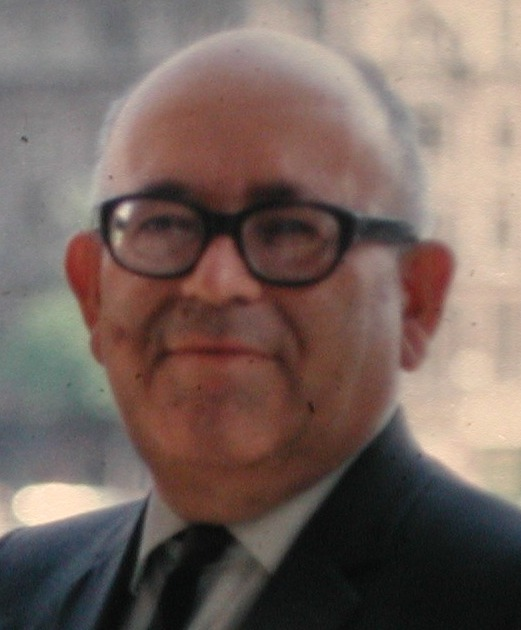
Haim Hillel Ben-Sasson

Haim Hillel Ben-Sasson (hebräisch חיים הלל בן-ששון; Chaim Hillel Ben-Sasson; * 17. Februar 1914 in Woloschin, heute Belarus; † 16. Mai 1977 in Jerusalem) war ein israelischer Historiker.
Er lehrte seit 1949 Geschichte an der Hebräischen Universität in Jerusalem.
Seine dreibändige, bewusst zionistisch orientierte Geschichte des jüdischen Volkes (1969) fand weite Verbreitung.

## Hauptwerk
Haim Hillel Ben-Sasson (Hrsg.): Geschichte des jüdischen Volkes, 3 Bände, C.H. Beck, München 1978–1980, Übersetzung von Siegfried Schmitz 
- Band 1: Von den Anfängen bis zum 7. Jahrhundert. 1978, ISBN 3-406-07221-6.
- Band 2: Vom 7. bis zum 17. Jahrhundert. 1979, ISBN 3-406-07222-4.
- Band 3: Vom 17. Jahrhundert bis zur Gegenwart. 1980, ISBN 3-406-07223-2.

Aktuelle Neuauflage: Geschichte des jüdischen Volkes. Von den Anfängen bis zur Gegenwart (Mit einem Nachwort von Michael Brenner, autorisierte Übersetzung von Siegfried Schmitz). 6. Auflage, C.H. Beck, München 2018, ISBN 978-3-406-55918-1 (Dünndruck-Sonderausgabe der drei Bände vom 1978–1980 in einem Band mit 1412 Seiten, ohne Abbildungen).
Mitautoren des Werkes sind: Abraham Malamat, Hayim Tadmor, Menahem Stern, Shmuel Safrai und Shmuel Ettinger.
- Ersterscheinung Tel Aviv 1969 hebräisch: toledot am jisrael.
- englisch A History of the Jewish People. Cambridge 1976.
- weitere Auflagen in deutscher Sprache 1992 und 1995.